# シーア派社会主義
シーア派社会主義（シーアはしゃかいしゅぎ）はかつてイランの白色独裁、後にイラン・イスラーム神権体制に抵抗した左派・イスラームイデオロギーである。 マルクス・レーニン主義の階級闘争論をイスラームに於ける少数派として迫害されてきたシーア派の歴史に重ね、『人民解放のイスラーム』を志向した。もともとはマルクス主義とイスラームの伝統的価値観を持つ大衆層とを結びつけるために編み出された思想体系だった。
シーア派社会主義の理論はイラン・イスラーム革命に於いてルーホッラー・ホメイニーが宗教指導者以外にも広範な支持を獲得するために利用されたが、後にイスラーム共和国が成立するとシーア派社会主義者たちは激しい弾圧を受け、多くが国外に脱出した。